# بولي ولف
بولي ولف (بالإنجليزية: Polly Wolfe)‏ هو لاعب كرة قاعدة أمريكي، ولد في 1 سبتمبر 1888 في كنوكسفيل في الولايات المتحدة، وتوفي في 21 نوفمبر 1938 في موريس في الولايات المتحدة.

## وصلات خارجية
- بولي ولف على موقعبيزبول رفرنس.كوم (الدوري الرئيسي) (الإنجليزية)
- بولي ولف على موقعبيزبول رفرنس.كوم (الدوري الثانوي) (الإنجليزية)